# 石屏镇
石屏乡，是中华人民共和国四川省泸州市古蔺县下辖的一个乡镇级行政单位。

## 行政区划
石屏乡下辖以下地区：
磺厂社区、刘家村、青凤村、三桂村、石屏村、向顶村、扎山村、长龙村、茅坝村、印合村和五龙村。